# Astrid Ströbele
Astrid Ströbele (* 1950 in Coverden, Schaumburg-Lippe) ist eine deutsche Kommunalpolitikerin (SPD) und ehemalige langjährige Bürgermeisterin der Stadt Aachen.

## Leben und Wirken
Nach ihrer Schulausbildung in Bielefeld und Hannover absolvierte Astrid Ströbele eine Ausbildung zur Steuerfachangestellten und zog im Jahr 1970 nach Aachen.
Zwischenzeitlich trat Ströbele in die SPD ein und wurde später auch zur stellvertretenden Vorsitzenden ihrer Partei gewählt. Von 1989 bis 2009 gehörte sie für vier Legislaturperioden in Folge dem Rat der Stadt Aachen an und übernahm hier ab 1994 für ihre Partei auch den Fraktionsvorsitz. Schließlich amtierte Ströbele von 1994 bis 2009 noch als eine von drei Bürgermeistern der Stadt Aachen.
Während dieser Zeit engagierte sie sich im Besonderen als Sprecherin und Leiterin des Ressorts Wohnungspolitik und gehörte darüber hinaus dem Betriebsausschuss, dem Gebäudemanagement, dem Finanzausschuss und dem Hauptausschuss sowie als Vorsitzende dem Wohnungs- und Liegenschaftsausschuss an.

## Mitgliedschaften (Auswahl)
Neben diesen amtlichen Verpflichtungen leitete sie als Vorsitzende den Aufsichtsrat der Aachener Parkhausgesellschaft (APAG), war bis 2010 Mitglied im Aufsichtsrat der Gemeinnützigen Wohnungsgesellschaft AG (gewoge) sowie Mitglied in der Zweckverbandsversammlung der Sparkasse Aachen und der Städteregion Aachen. Darüber hinaus wurde sie mittlerweile auch zur Ersten Vorsitzenden des Mieterschutzvereins e. V. für Aachen und Umgebung gewählt.